# Phạm Văn Long
Phạm Văn Long (sinh ngày 15 tháng 12 năm 1946) là một tướng lĩnh cấp cao trong Quân đội nhân dân Việt Nam, hàm Trung tướng. Ông nguyên là Ủy viên Ban Chấp hành Trung ương Đảng Cộng sản Việt Nam khóa X, Ủy viên Đảng ủy Quân sự Trung ương Việt Nam, nguyên Phó Chủ nhiệm Tổng cục Chính trị, nguyên Phó Tư lệnh về Chính trị Quân khu 4, nguyên Phó Chỉ huy trưởng về Chính trị Bộ chỉ huy quân sự tỉnh Hà Tĩnh, Đại biểu Quốc hội Việt Nam khóa X, thuộc đoàn đại biểu Hà Tĩnh.

## Xuất thân
Ông sinh sinh ngày 15 tháng 12 năm 1946 tại xóm Đông Tiến, xã Lưu Vĩnh Sơn, huyện Thạch Hà, tỉnh Hà Tĩnh.

## Sự nghiệp
Tháng 4 năm 1965, ông cũng như bao thanh niên yêu nước khác tình nguyện xung phong lên đường nhập ngũ làm chiến sĩ thuộc Đại đội 15, Trung đoàn 803, Sư đoàn 324, Quân khu Trị Thiên.
Tháng 10 năm 1966, ông được kết nạp vào Đảng Cộng sản Việt Nam.
Từ tháng 7 năm 1967 đến tháng 3 năm 1968: Tiểu đội trưởng thuộc Đại đội 15, Trung đoàn 803, Sư đoàn 324, Quân khu Trị Thiên
Từ tháng 4 năm 1968 đến tháng 12 năm 1969: Chính trị viên phó, Chính trị viên Đại đội 15, Sư đoàn 324
Từ tháng 1 năm 1970 đến tháng 10 năm 1973: Chính trị viên phó, Chính trị viên Tiểu đoàn 2, Trung đoàn 1, Sư đoàn 324
Từ tháng 11 năm 1973 đến tháng 8 năm 1978: Phó Chính ủy Trung đoàn 1, Sư đoàn 324 
Từ tháng 9 năm 1978 đến tháng 7 năm1980: đồng chí học tại Học viện Quân sự Cấp cao.
Từ tháng 8 năm 1980 đến tháng 11 năm 1981: Phó Tham mưu trưởng kiêm Trưởng ban Tác chiến Sư đoàn 968, Binh đoàn 678
Từ tháng 12 năm 1981 đến tháng 8 năm 1984: Sư đoàn phó quân sự, Sư đoàn 968, Binh đoàn 678 
Từ tháng 9 năm 1984 đến tháng 8 năm 1985: Học tại Học viện Chính trị Quân sự
Từ tháng 9 năm 1985 đến tháng 1 năm 1986: Phó Sư đoàn trưởng Sư đoàn 968, Quân khu 4
Từ tháng 2 năm 1986 đến tháng 11 năm 1987: Lữ đoàn phó kiêm Tham mưu trưởng Lữ đoàn 176, Quân khu 4
Từ tháng 12 năm 1987 đến tháng 8 năm 1991: Sư đoàn phó Chính trị Sư đoàn 324, Quân khu 4
Từ tháng 9 năm 1991 đến tháng 7 năm 1992: Phó chỉ huy trưởng về Chính trị, Bộ Chỉ huy Quân sự tỉnh Hà Tĩnh
Từ tháng 8 năm 1992 đến tháng 8 năm 1993: Phó Chủ nhiệm Chính trị Quân khu 4
Từ tháng 9 năm 1993 đến tháng 2 năm 1994: Chủ nhiệm Chính trị Quân khu 4
Tháng 3 năm 1994 đến tháng 12 năm 1994: đồng chí học lớp Bổ túc A tại Học viện Chính trị Quân sự
Tháng 1 năm 1995 đến tháng 6 năm 1995: Chủ nhiệm Chính trị Quân khu 4
Từ tháng 7 năm 1995 đến tháng 11 năm 1997: ông được bổ nhiệm giữ chức Phó Tư lệnh về Chính trị Quân khu 4 (ngang với chức Chính ủy Quân khu). Bí thư Đảng ủy Quân khu 4 (3/1996÷11/1997)
Tháng 12 năm 1997: bổ nhiệm giữ chức vụ Phó Chủ nhiệm Tổng cục Chính trị.
Năm 1998, ông được thăng quân hàm Thiếu tướng
Năm 2001, tại Đại hội Đại biểu toàn quốc lần thứ 9 của Đảng, ông trúng cử vào Ban chấp hành Trung ương Đảng Cộng sản Việt Nam khóa IX.
Năm 2002, ông được thăng quân hàm Trung tướng
Ngày 14 tháng 12 năm 2006, Ông được Thủ tướng Chính phủ ký Quyết định 1642 kéo dài thời hạn phục vụ tại ngũ theo Luật Sĩ quan QĐND Việt Nam cùng với 15 tướng quân đội thuộc Bộ Quốc phòng.
Năm 2008, ông nghỉ hưu.
Thiếu tướng (1998), Trung tướng (2002)

## Huân Chương
– Huân chương Độc lập hạng Ba.
– Huân chương Quân công hạng Nhất
– 02 Huân chương Chiến công Giải phóng (hạng Nhất, Ba).
– 03 Huân chương Chiến sỹ vẻ vang (hạng Nhất, Nhì, Ba)
– Huy hiệu 40 năm tuổi Đảng
– Cùng nhiều phần thưởng cao quý khác.